# Bogdan Kwapisz
Bogdan Kwapisz (ur. 6 października 1953 w Buczynowie) – polski piłkarz występujący na pozycji napastnika. Wychowanek klubu Wisła Góra Kalwaria. W trakcie swojej kariery reprezentował barwy wielu klubów z Polski, Belgii, Szwecji i Stanów Zjednoczonych, w tym Polonii Warszawa (dwukrotnie), Legii Warszawa (dwukrotnie), Zawiszy Bydgoszcz, Royal Francs Borains (dwukrotnie), BKS Stali Bielsko-Biała, IF Förslöv oraz Polonii Hamilton.